# General Artigas
General Artigas (spesso scritta nella forma contratta Gral. Artigas) è un centro abitato del Paraguay, nel dipartimento di Itapúa. Dista 349 km dalla capitale del paese, Asunción e forma uno dei 30 distretti del dipartimento. Il distretto comprende, oltre al centro abitato, altre 27 frazioni (compañías).

## Popolazione
Al censimento del 2002 General Artigas contava una popolazione urbana di 3 957 abitanti (11.042 nel distretto), secondo i dati della Dirección General de Estadística, Encuestas y Censos.
Ci è nato il calciatore Celso Esquivel.

## Storia
Félix de Azara fa risalire la fondazione del centro abitato al 1789, all'epoca del governatore spagnolo Joaquín Alós y Bru; la località prese il suo primo nome, quello di Cangó Bobi, da due cacicchi guaraní, fratelli tra loro, che comandavano le popolazioni indigene della zona. La località prese il nome di General Artigas nel 1942 in omaggio al comandante militare uruguayano José Gervasio Artigas, che morì in esilio in Paraguay sotto la protezione del dittatore José Gaspar Rodríguez de Francia.
Negli anni sessanta molte persone di General Artigas trovarono impiego presso la locale stazione ferroviaria, ormai in disuso dagli anni ottanta e oggi in abbandono.

## Economia
L'attività principale del territorio è l'agricoltura di sussistenza che è molto favorita dal clima tipico del Paraguay, particolarmente mite.
Le coltivazioni più diffuse sono mais, cotone, manioca, riso, mate e canna da zucchero.

## Problemi sociali
Ad oggi molti giovani, dopo aver terminato gli studi, si trasferiscono altrove per cercare un impiego più stabile e redditizio. I giovani che decidono di rimanere non hanno molte prospettive per il futuro.